# Bathybagrus stappersii
Bathybagrus stappersii là một loài cá thuộc họ Claroteidae. Nó được tìm thấy ở Burundi, Cộng hòa Dân chủ Congo, Tanzania, and Zambia. Môi trường sống tự nhiên của chúng là hồ nước ngọt.